# 广缘寺
广缘寺，位于中国河北省承德市双桥区，是一座藏传佛教格鲁派寺院，为“外八庙”之一。

## 历史
广缘寺位于承德市中心区东北部武烈河畔，避暑山庄东北，普宁寺和普佑寺东侧，是“外八庙”中规模最小的一座。该寺是喇嘛为表示对皇帝的敬诚，个人出资建造的寺庙。广缘寺建于清朝乾隆四十五年（1780年），由普宁寺堪布喇嘛擦鲁克建设，乾隆帝御题“广缘寺”。全寺采用汉式寺庙布局。
广缘寺为承德市文物保护单位。2010年，避暑山庄及周围寺庙保护修缮工程启动。2011年，作为该工程的组成部分，广缘寺、溥仁寺和避暑山庄碧峰寺古建筑遗址的考古勘探工作正在进行。

## 建筑
广缘寺是“外八庙”中唯一一座灰瓦建筑。南北长约92米，东西宽约53米，现存占地面积约为5236.8平方米，建筑面积约为400平方米。东、西、南三面有围墙，北面以自然山峰为屏障。中轴线上依次为山门、天王殿、广承殿、经楼。经楼及其前面的东西配殿已毁，僧房也已毁，其他建筑尚存。
- 山门：面阔三间，进深一间，硬山布瓦，顶饰有脊兽，前后明间辟有券门，两次间安有石雕假拱，边缘饰有卷草花纹。门楣刻有乾隆帝御题“广缘寺”石匾。
- 天王殿：面阔三间，进深一间，硬山布瓦顶。
- 广承殿：面阔五间，进深一间，单檐硬山布瓦顶。
  - 东、西配殿：位于广承殿前东西两侧，面阔三间，进深一间。
- 经楼：位于第三进院落最北端。面阔七间，两层，单檐硬山布瓦顶，无彩画。楼上正中三间是佛堂，稍间是经堂，藏有佛经，墙上挂唐卡和佛画，楼下是广缘寺住持诺门罕活佛念经及广缘寺喇嘛起居之所。
  - 东、西配殿：位于经楼前东西两侧，各两间。
- 西路建筑：经楼前的西配殿后面南北方向有道墙，墙西院内有四排僧房，每排三间。
- 东路建筑：广缘寺东围墙外约20米多宽处有一道外围墙，和前后围墙相连接，围成一个院落，院落中有一道墙，墙中有门，墙将整个院落分为东院、西院。西院有三排房，每排三间（一排是伙房，其他是僧房）。东院是拴骆驼处。[2]